# Референдумы в Швейцарии (1959)
Референдумы в Швейцарии проходили 1 февраля и 24 мая 1959 года. В феврале проходил референдум по введению избирательного права для женщин на федеральном уровне. Он был отклонён 67% голосов избирателей. Конституционный референдум в мае был по введению Статьи 22-бис относительно гражданской обороны. Поправка была одобрена 62% голосов.

## Результаты

### Февраль: Избирательное право для женщин
| Выбор                                | Общее голосование | Общее голосование | Кантоны | Кантоны | Кантоны |
| Выбор                                | Голосов           | %                 | Полных  | Полу-   | Всего   |
| ------------------------------------ | ----------------- | ----------------- | ------- | ------- | ------- |
| За                                   | 323 727           | 33,1              | 3       | 0       | 3       |
| Против                               | 654 939           | 66,9              | 16      | 6       | 19      |
| Пустых бюллетеней                    | 7 497             | –                 | –       | –       | –       |
| Недействительных бюллетеней          | 1 680             | –                 | –       | –       | –       |
| Всего                                | 987 843           | 100               | 19      | 6       | 22      |
| Зарегистрированных избирателей/ Явка | 1 480 555         | 66,7              | –       | –       | –       |
| Источник: Nohlen & Stöver            |                   |                   |         |         |         |

### Май: Конституционная поправка (Статья 22-бис)
| Выбор                                | Общее голосование | Общее голосование | Кантоны | Кантоны | Кантоны |
| Выбор                                | Голосов           | %                 | Полных  | Полу-   | Всего   |
| ------------------------------------ | ----------------- | ----------------- | ------- | ------- | ------- |
| За                                   | 380 631           | 62,3              | 19      | 6       | 22      |
| Против                               | 230 701           | 37,7              | 0       | 0       | 0       |
| Пустых бюллетеней                    | 21 623            | –                 | –       | –       | –       |
| Недействительных бюллетеней          | 1 189             | –                 | –       | –       | –       |
| Всего                                | 634 144           | 100               | 19      | 6       | 22      |
| Зарегистрированных избирателей/ Явка | 1 479 566         | 42,9              | –       | –       | –       |
| Источник: Nohlen & Stöver            |                   |                   |         |         |         |